# Sahel

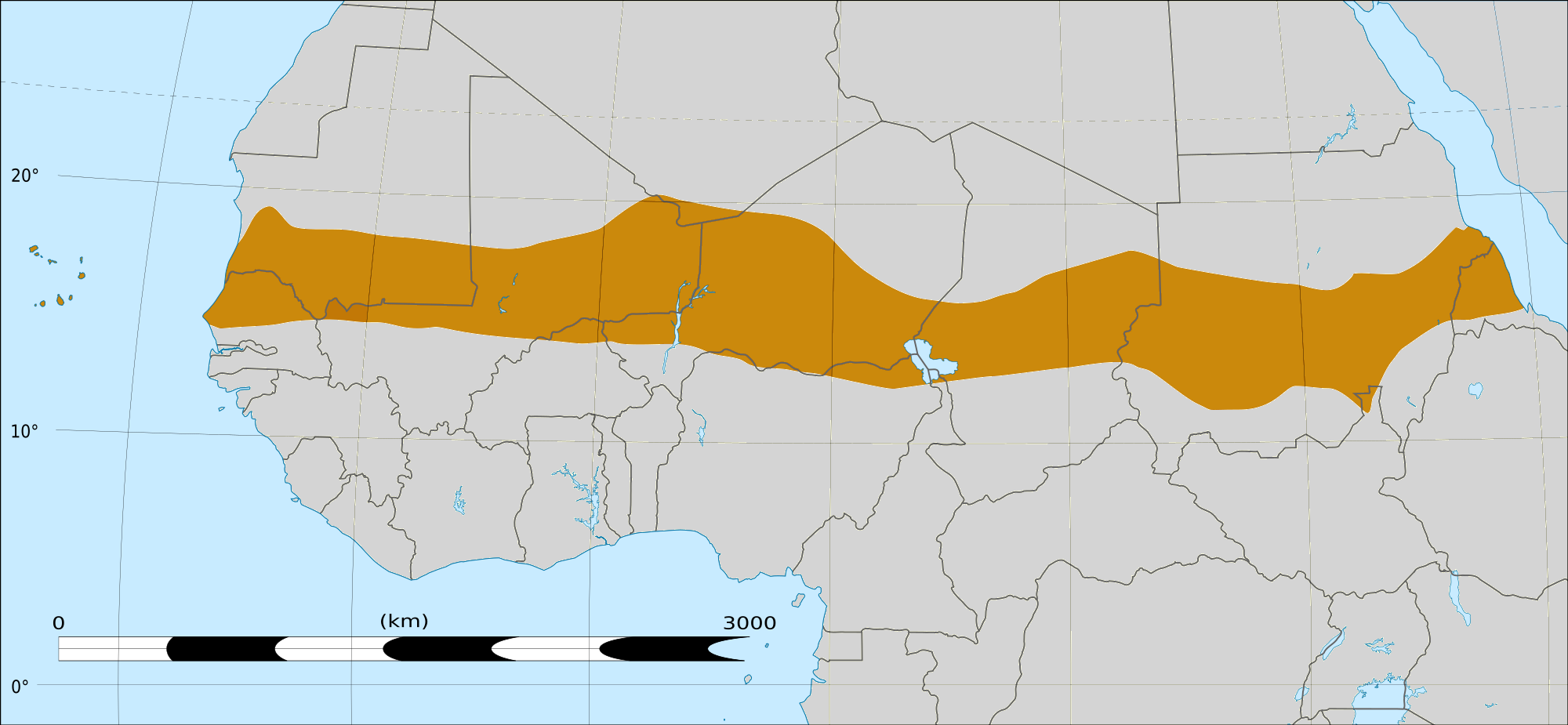
A região do Sahel é um cinturão da África de até mil quilômetros de largura, e se estende por desde o Oceano Atlântico até ao mar Vermelho

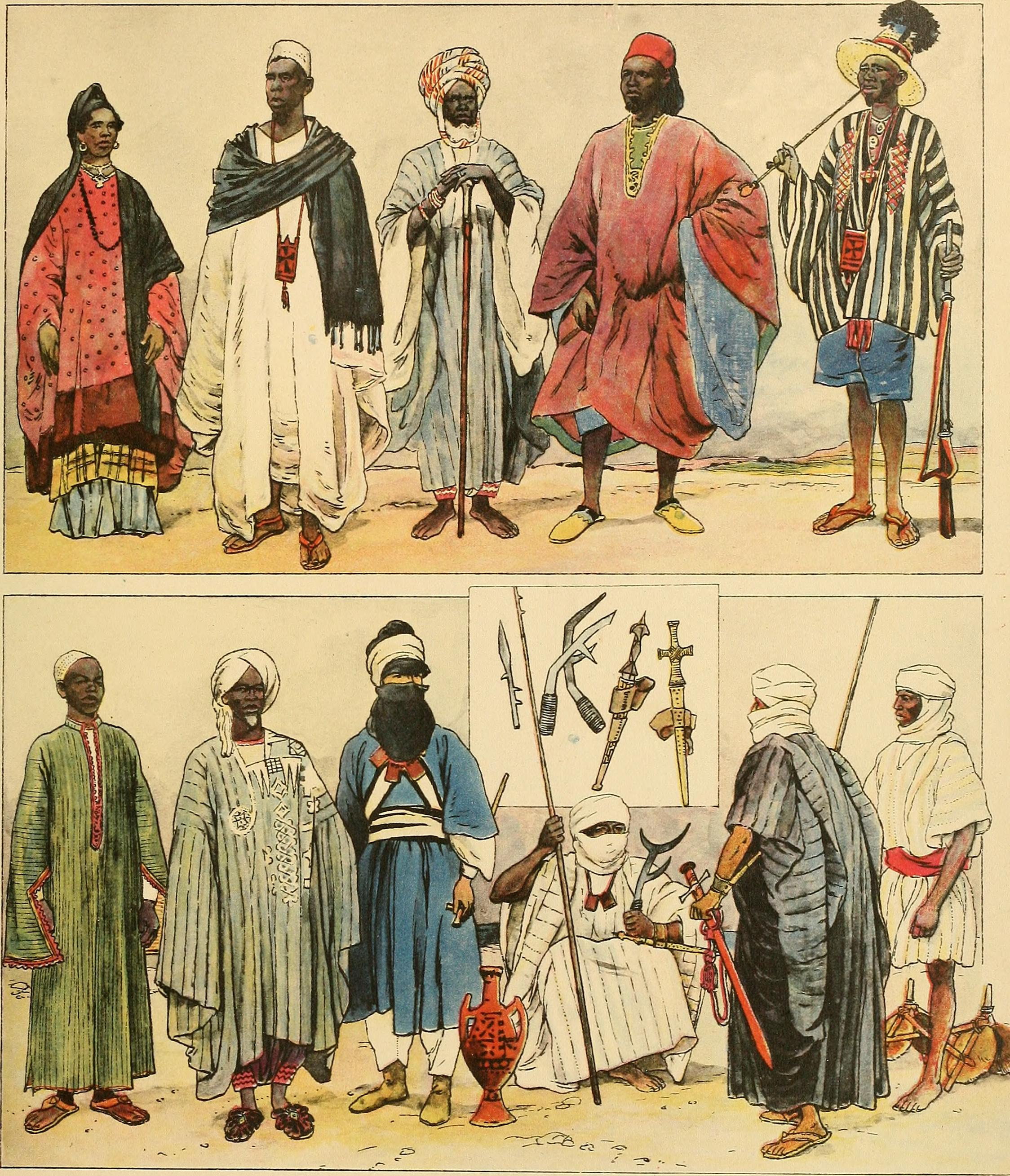
Grupos étnicos do Sahel

O Sahel  ou Sael (do árabe ساحل, translit. sahil: 'borda' ou 'margem') é uma faixa de 500 a 700 km de largura, em média, e 5 400 km de extensão, entre o deserto do Saara, ao norte, e a savana do Sudão, ao sul; e entre o oceano Atlântico, a oeste, e ao mar Vermelho, a leste.
O Sahel atravessa os seguintes países (de oeste para leste): Gâmbia, Senegal, a parte sul da Mauritânia, o centro do Mali, norte do Burquina Fasso, a parte sul da Argélia, Níger, a parte norte da Nigéria e dos Camarões, a parte central do Chade, centro e sul do Sudão, o norte do Sudão do Sul e a Eritreia. Eventualmente, são incluídos também a Etiópia, o Djibuti e a Somália.
Constitui uma zona de transição entre a ecozona paleoártica e a ecozona afro-tropical, ou seja, entre a aridez do Saara e a fertilidade da savana sudanesa (no sentido norte-sul).
Trata-se de uma região fitogeográfica dominada por vegetação de estepes, que recebe uma precipitação entre 150 e 300 mm por ano. Pode-se, portanto pensar que a agricultura no Sahel está condenada ao fracasso. No entanto, a região é protegida por um cinturão verde constituído por uma flora altamente diversificada, que a protege dos ventos do Saara. Por outro lado, o Sahel tem sido atingido por longos períodos de seca. Entre 1968-1974, a prolongada seca  levou a uma situação de fome nos países da região, o que motivou a fundação do Fundo Internacional de Desenvolvimento Agrícola, uma agência especializada das Nações Unidas.
Por vezes, o termo 'Sahel' designa os países da África ocidental, para os quais existe um complexo sistema de estudos da precipitação.
Ao longo da história da África, o Sahel assistiu à sucessão de alguns dos mais avançados reinos africanos, que beneficiaram do comércio através do deserto, conhecidos como reinos sahelianos.